# Băilești
Băilești – miasto w południowej Rumunii, na Nizinie Wołoskiej (okręg Dolj). Urodził się tam aktor Amza Pellea.
Liczba mieszkańców w 2003 roku wynosiła ok. 20 tys.